# یک جهان یک جام
یک جهان یک جام یک برنامه تلویزیونی زنده ویژه پوشش جام جهانی فوتبال ۲۰۱۰ آفریقای جنوبی بود. این برنامه به تهیه‌کنندگی حسین ذکایی و مجری‌گری رضا جاودانی و محمدرضا احمدی روی آنتن رفت. این برنامه پربیننده‌ترین برنامه رسانه ملی برای جام جهانی فوتبال ۲۰۱۰ بود. یک جهان یک جام از ۲۰ خرداد ۱۳۸۹ شروع به کار کرد و در ۲۰ تیر ۱۳۸۹ با پایان جام جهانی فوتبال ۲۰۱۰، به کار خود پایان داد.
این برنامه به صورت زنده به موضوعاتی چون اخبار مربوط به جام جهانی، کارشناسی فنی مسابقات، معرفی کشورها، حواشی مربوط به بازی‌ها و پخش زنده مسابقات می‌پرداخت.
از مهمانان شاخص برنامه افشین قطبی، سرمربی وقت تیم ملی فوتبال ایران بود که در ۱۴ تیر ۱۳۸۹ پس از بازگشت از آفریقای جنوبی در برنامه حاضر شد.
در زمان پخش این برنامه انتقاداتی به طراحی، اجرا، دکور ضعیف، مهمان‌های تکراری و کارشناسان نه چندان فوق‌العادهٔ برنامه شد. امیر حاج رضایی، مرتضی محصص و هوشنگ نصیر زاده کارشناسان اصلی این برنامه بودند.
به گزارش رسانه‌ها بیش از ۸۰ میلیون پیامک در طول جام برای این برنامه ارسال شد.

## پیشینه
برنامه یک جهان یک جام در سال ۱۳۸۹ توسط حسین ذکایی برای پوشش جام جهانی فوتبال ۲۰۱۰ بنیان‌گذاری شد. اولین قسمت برنامهٔ یک جهان یک جام در تاریخ ۲۰ خرداد ۱۳۸۹ پخش شد. ۲۰ تیر ۱۳۸۹ آخرین قسمت پخش این برنامه بود.

## ویژگی‌ها

### پخش
برنامه یک جهان یک جام به مدت ۱ ماه هر روز روی آنتن می‌رفت.

### اجرا
مجریان این برنامه رضا جاودانی و محمدرضا احمدی بودند.

## درون‌مایه

### روند برنامه
برنامه یک جهان یک جام هر روز به پخش، پوشش، مرور و تحلیل جام جهانی فوتبال ۲۰۱۰ و رویدادهای مرتبط به آن می‌پرداخت. به‌طور معمول، این برنامه بازی‌های جام جهانی فوتبال ۲۰۱۰ را پخش می‌کرد، اخبار آن را پوشش می‌داد و به تحلیل مسائل مربوط به بازی‌ها با حضور کارشناسان و بررسی حواشی جام جهانی ۲۰۱۰ می‌پرداخت.

### بخش‌های برنامه
- پخش بازی‌ها:

در این برنامه بازی‌های جام جهانی ۲۰۱۰ پخش می‌شد.
- بخش کارشناسی:

در هر برنامه یک کارشناس دربارهٔ بازی‌ها اظهار نظر می‌کرد.
- آیتم‌ها:

هر روز در این بخش، آیتم‌هایی از تیم‌ها، بازیکنان و مربیان جام جهانی و مسائل مربوط به آن پخش می‌شد.
- میهمان:

در هر قسمت از برنامه مربیان و بازیکنان و داوران به برنامه دعوت می‌شدند و دربارهٔ مسایل مختلف با مجری به گفتگو می‌نشستند.
- اخبار جام جهانی:

خلاصهٔ مهم‌ترین اخبار مربوط به جام جهانی ۲۰۱۰ در این بخش پخش می‌شد. مجری این بخش محمدرضا احمدی بود.
- آنالیز فنی :

در این بخش بازی‌های جام جهانی (از بعد فنی یا کیفیت) توسط یک تیم چند نفره آنالیز می‌شد و ماحصل آن با تصاویر مربوط به بازی پخش می‌گردید.
- پیش‌بازی:

پیش‌بازی مسابقات: در این بخش بررسی شرایط تیم‌های برگزارکنندهٔ بازی در بازی‌های قبل، بررسی آماری همراه با نگاه تاریخی صورت می‌گرفت.